# ホット・トディ

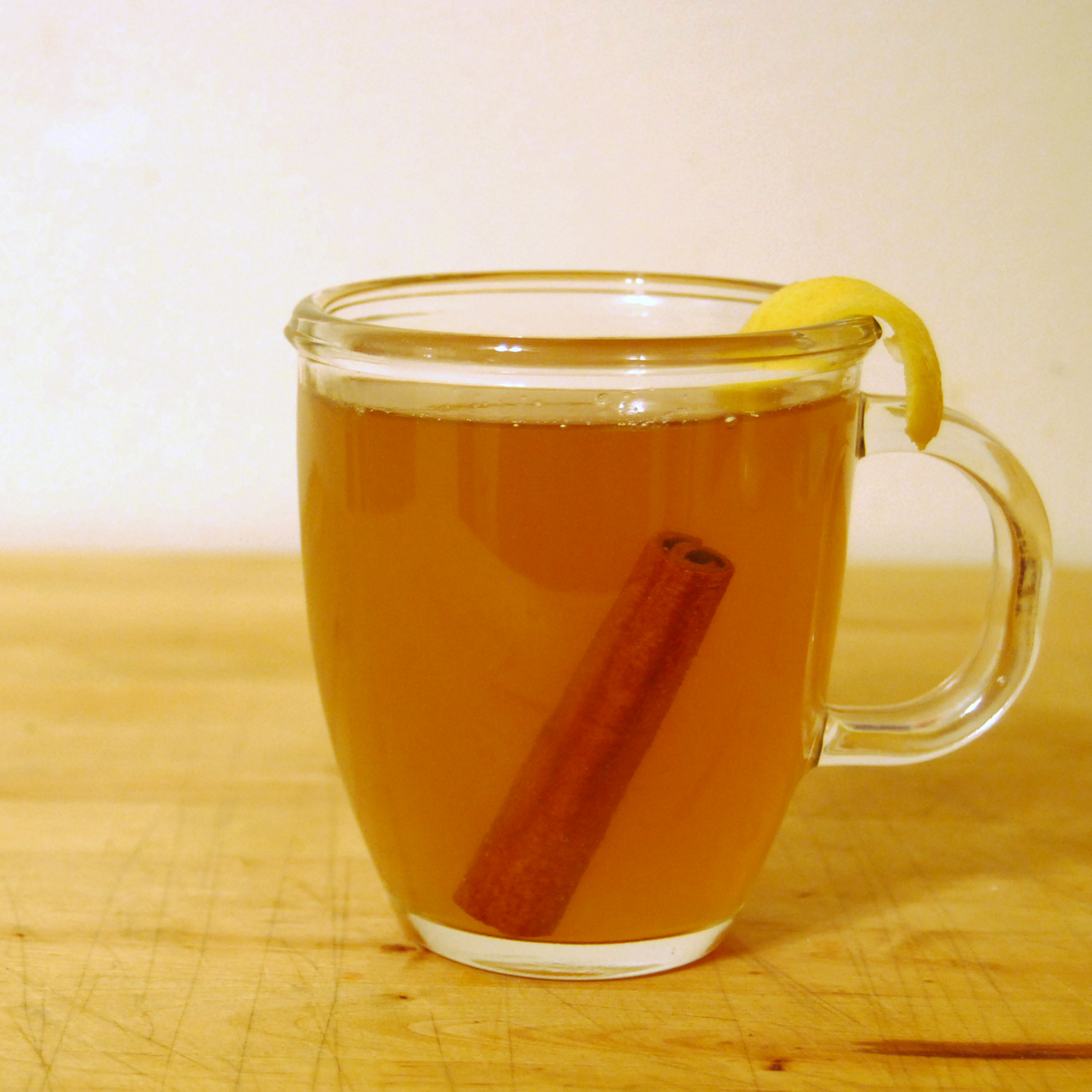
ホット・トディの例

ホット・トディ（英語: hot toddy）は、カクテルのスタイルの1つ。温かいホットカクテルである。

## 概要
酒に甘みを加えたり、果実、スパイス、ハーブなどで香りづけし、水で割るスタイルをトディ（toddy）と呼ぶが、水ではなくお湯で割るスタイルである。
酒にウイスキーを用いる場合には、（ホット・）ウイスキー・トディと呼ばれ、ジンを用いるとホット・ジン・トディと呼ばれる。
甘さを加えるのには砂糖、シュガーシロップ、蜂蜜、ジャム、マーマレードなどが用いられ、香りづけにはレモン、オレンジスライス、シナモン、ミントなどが用いられる。副材料は地域によってまちまちであり、例えばカナダではメイプルシロップが使われることもある。

## 歴史
ヨーロッパでアルコール度数の高い蒸留酒が誕生したのは12世紀ごろであるが、当初は貴重な医薬品として用いられていた。蒸留酒が一般的に嗜好品として酔うための飲料として飲まれるようになったのは17世紀ごろのことと推測され、コニャック、ジン、ウイスキーなどの生産もこの頃から始まることになる。最初は常温のストレートで飲まれていたが、やがて割って飲まれるようになり、寒い冬期にはホットドリンクとして飲まれるようになっていった。蒸留酒はアルコール度数が高いため、酒をそのまま加熱するのではなく、熱湯で割るのが定石となっていった。
イギリスではこういった飲み方を「ホット・トディ」と呼ぶようになり、ジンにレモン、クローブ、砂糖を加えて飲むことが好まれた。
アメリカ合衆国で19世紀に出版された書物には「ホット・ライ・ウイスキー」の語があり、この時代にはライ・ウイスキーをホットにして飲んでいたことがうかがえる。
日本では20世紀初頭の大正期にはホット・ウイスキーが飲まれていたようで、若山牧水が読んだ「ウヰスキイに煮湯そそげば匂ひ立つ白けて寒き朝の灯かげに」（歌集『黒松』所収）という短歌が残されている。

## 由来
「トディ」の由来には以下のような説がある。
- 18世紀半ばに、スコットランド・エディンバラの人たちが、近郊にあるトッズウェル（Tod's well）の泉を水源とする水でウイスキーを割って飲んでおり、そのトッズが転訛した[4]。ただし、信ぴょう性は薄いとされる[4]。
- インドのヤシ酒・タディー（taddy）がイギリスに伝わりトディーとなった[4]。